# Maxime Berger
Maxime Berger (Digione, 27 giugno 1989 – Digione, 30 settembre 2017) è stato un pilota motociclistico francese.
Vincitore del campionato europeo Superstock 600 nel 2007.

## Carriera
Dopo aver concluso in terza posizione il campionato europeo Superstock 600 nel 2005, passa al campionato mondiale Supersport nel 2006, ingaggiato dal team Gil Motor Sport con la Kawasaki ZX6RR, il compagno di squadra è Stéphane Chambon. Ottiene come miglior risultato due undicesimi posti (Misano Adriatico e Assen) e si classifica al 24º posto nella graduatoria piloti con 17 punti, anche se viene sostituito nell'ultima gara da Fabien Foret.
Nel 2007 torna a gareggiare nel campionato europeo Superstock 600, vincendo il titolo con la Yamaha YZF-R6 del team Trasimeno.
Nel 2008 passa in Superstock 1000 FIM Cup alla guida della Honda CBR1000RR del team Hannspree IDS Ten Kate Honda, termina la stagione al secondo posto nella classifica perdendo il titolo per soli 7 punti.
Confermato dal team Ten Kate Honda Racing nella coppa del Mondo Superstock 1000 anche nel 2009, vince tre gare ma si ferma al terzo posto nella graduatoria piloti con 138 punti. Il 2010 lo vede ancora ai nastri di partenza della Superstock 1000 FIM Cup sempre con la Honda CBR1000RR nel team Ten Kate Race Junior. Riesce a realizzare due pole position ed una vittoria ma non riesce ad ottenere il titolo, posizionandosi ancora una volta secondo in classifica, battuto questa volta da Ayrton Badovini.
Nel 2011 è iscritto al mondiale Superbike con una Ducati 1098R del team Supersonic Racing. Conclude arrivando sedicesimo. Nel 2012 passa al team Effenbert - Liberty Racing, guidando la Ducati 1098R schierata dalla squadra ceca. I suoi compagni di squadra nel corso di questa stagione agonistica sono Jakub Smrž e Sylvain Guintoli. Licenziato dalla squadra prima della gara di Portimão, disputa l'ultimo Gran Premio stagionale in Francia con la Ducati del team Red Devils Roma in sostituzione dell'infortunato Niccolò Canepa. Nella classifica finale si conferma in 16ª posizione.
Nel 2013 prende parte al campionato mondiale Endurance in sella ad una Ducati.
Morì il 30 settembre 2017 a causa delle ferite riportate un mese prima, in seguito a un tentativo di suicidio.

## Risultati in gara

### Campionato mondiale Supersport
| 2006 | Moto     |     |     |    |    |    |    |     |    |    |     |     |  | Punti | Pos. |
| ---- | -------- | --- | --- | -- | -- | -- | -- | --- | -- | -- | --- | --- |  | ----- | ---- |
| 2006 | Kawasaki | Rit | Rit | 17 | 16 | 12 | 11 | Rit | 13 | 11 | Rit | Rit |  | 17    | 24º  |

| Legenda | 1º posto        | 2º posto            | 3º posto           | A punti      | Senza punti        | Grassetto – Pole position Corsivo – Giro più veloce |
| Legenda | Gara non valida | Non qual./Non part. | Ritirato/Non class | Squalificato | '-' Dato non disp. | Grassetto – Pole position Corsivo – Giro più veloce |

### Campionato mondiale Superbike
| 2011 | Moto   |    |    |     |     |     |    |    |     |    |    |    |     |    |     |    |     |   |    |     |    |     |    |     |    |   |    |  |  | Punti | Pos. |
| ---- | ------ | -- | -- | --- | --- | --- | -- | -- | --- | -- | -- | -- | --- | -- | --- | -- | --- | - | -- | --- | -- | --- | -- | --- | -- | - | -- |  |  | ----- | ---- |
| 2011 | Ducati | 20 | 18 | Rit | Rit | Rit | 13 | 14 | Rit | 11 | 14 | 10 | Rit | 13 | Rit | 13 | Rit | 8 | 12 | Rit | 10 | Rit | 13 | Rit | 12 | 7 | 10 |  |  | 64    | 16º  |

| 2012 | Moto   |    |   |    |    |    |     |    |    |    |     |    |    |    |    |    |    |   |    |    |   |  |  |    |    |  |  |   |    | Punti | Pos. |
| ---- | ------ | -- | - | -- | -- | -- | --- | -- | -- | -- | --- | -- | -- | -- | -- | -- | -- | - | -- | -- | - |  |  | -- | -- |  |  | - | -- | ----- | ---- |
| 2012 | Ducati | 13 | 7 | 12 | 12 | 11 | Rit | AN | 13 | 13 | Rit | 16 | 15 | 13 | 11 | 10 | 12 | 9 | 15 | 11 | 5 |  |  | 11 | 14 |  |  | 4 | 11 | 92    | 16º  |

| Legenda | 1º posto        | 2º posto            | 3º posto           | A punti      | Senza punti        | Grassetto – Pole position Corsivo – Giro più veloce |
| Legenda | Gara non valida | Non qual./Non part. | Ritirato/Non class | Squalificato | '-' Dato non disp. | Grassetto – Pole position Corsivo – Giro più veloce |